# Ꙉ

Chữ viết Bosnia Kirin, với djerv.

Djerv (Ꙉ ꙉ, chữ nghiêng: Ꙉ ꙉ) là một trong những chữ cái trong bảng chữ cái Kirin, được sử dụng trong bảng chữ cái Kirin cổ và bảng chữ cái Kirin Bosnia. Nó được sử dụng trong những phiên bản đầu tiên của tiếng Serbia-Croatia để đại diện cho các âm /dʑ/ và /tɕ/ (tương ứng với đ/ђ và ć/ћ trong ngôn ngữ hiện đại). Nó tồn tại trong dãy Unicode Kirin-B dưới dạng U+A648 và U+A649. Nó là cơ sở của các chữ cái hiện đại Ћ và Ђ; trước đây trên thực tế là sự phục hồi trực tiếp của djerv và được coi là cùng một chữ cái.
Djerv cũng thường được sử dụng trong tiếng Serbia Kirin, nơi đây nó được sử dụng là một chữ cái chính thức. Khi nó được đặt trước các chữ cái н và л, nó được biểu diễn bằng các âm /ɲ/ và /ʎ/, ngày nay được biểu thị lần lượt bằng Њ và Љ.

## Cải cách chính tả và hình thành các chữ cái Ћ và Ђ
Chữ Ђ được hình thành vào năm 1818 bởi Vuk Stefanović Karadžić sau một số đề xuất cải cách djerv của Lukijan Mušicki và Gligorije Geršić. Tuy nhiên, chữ cái Ћ (cũng dựa trên djerv) lần đầu tiên được Dositej Obradović sử dụng trong một cải cách trực tiếp của djerv.

## Mã máy tính
| Kí tự               | Ꙉ                             | Ꙉ                             | ꙉ                           | ꙉ                           |
| ------------------- | ----------------------------- | ----------------------------- | --------------------------- | --------------------------- |
| Tên Unicode         | CYRILLIC CAPITAL LETTER DJERV | CYRILLIC CAPITAL LETTER DJERV | CYRILLIC SMALL LETTER DJERV | CYRILLIC SMALL LETTER DJERV |
| Mã hóa ký tự        | decimal                       | hex                           | decimal                     | hex                         |
| Unicode             | 42568                         | U+A648                        | 42569                       | U+A649                      |
| UTF-8               | 234 153 136                   | EA 99 88                      | 234 153 137                 | EA 99 89                    |
| Tham chiếu ký tự số | &#42568;                      | &#xA648;                      | &#42569;                    | &#xA649;                    |